# 화랑로 (경주시)
화랑로(花郞路, Hwarang-ro)는 경상북도 경주시 성건동 도계장삼거리에서 시작하여, 황오동을 거쳐, 경주역삼거리까지 연결하는 도로이다.

## 노선 경로
| 이름                                | 접속 노선             | 소재지                   | 비고 |
| ----------------------------------- | --------------------- | ------------------------ | ---- |
| 영마을삼거리                        | 강변로                | 성건동                   |      |
| 경주청년회의소                      |                       | 성건동                   |      |
| 중앙시장                            |                       | 성건동                   |      |
| 중앙시장네거리                      | 금성로                | 성건동                   |      |
| 법원네거리                          | 봉황로                | 중부동 (서부동) (동부동) |      |
| 대구지법 경주지원 대구지검 경주지청 |                       | 중부동 (서부동) (동부동) |      |
| 신한은행네거리                      | 중앙로                | 중부동 (서부동) (동부동) |      |
| (이름 없음)                         | 계림로                | 중부동 (서부동) (동부동) |      |
| KT삼거리                            | 동문로                | 황오동 (성동동) (황오동) |      |
| 경주우체국앞                        | 북정로                | 황오동 (성동동) (황오동) |      |
| 성동시장                            |                       | 황오동 (성동동) (황오동) |      |
| 경주역 역전삼거리                   | 국도 제7호선 (원화로) | 황오동 (성동동) (황오동) |      |

## 주요 건물 및 시설
| 표기 | 건물명                                        | 도로명주소                           |
| ---- | --------------------------------------------- | ------------------------------------ |
| 홀수 | 경주청년회의소                                | 경상북도 경주시 화랑로 9 (성건동)    |
| 홀수 | 안심사                                        | 경상북도 경주시 화랑로 39-9 (성건동) |
| 홀수 | 대구지방법원 경주지원 대구지방검찰청 경주지청 | 경상북도 경주시 화랑로 89 (동부동)   |
| 짝수 | 경주우체국                                    | 경상북도 경주시 화랑로 136 (황오동)  |

## 참고 사항
- 경주 시내 중심부를 관통하는 주요 도로로서, 출퇴근 시간대에 차량 통행량이 집중되어 교통 혼잡이 빈번히 발생하는 구간으로 알려져 있다.
- 이 도로는 양측으로 다수의 건물이 밀집해 있으며, 약 250여 개의 건물이 자리하고 있다는 점에서 도로의 폭이 비교적 넓게 조성되었음을 짐작할 수 있다.

## 같이 보기
- 금성로
- 중앙시장
- 성동시장
- 화랑